# آکورد ترکیبی

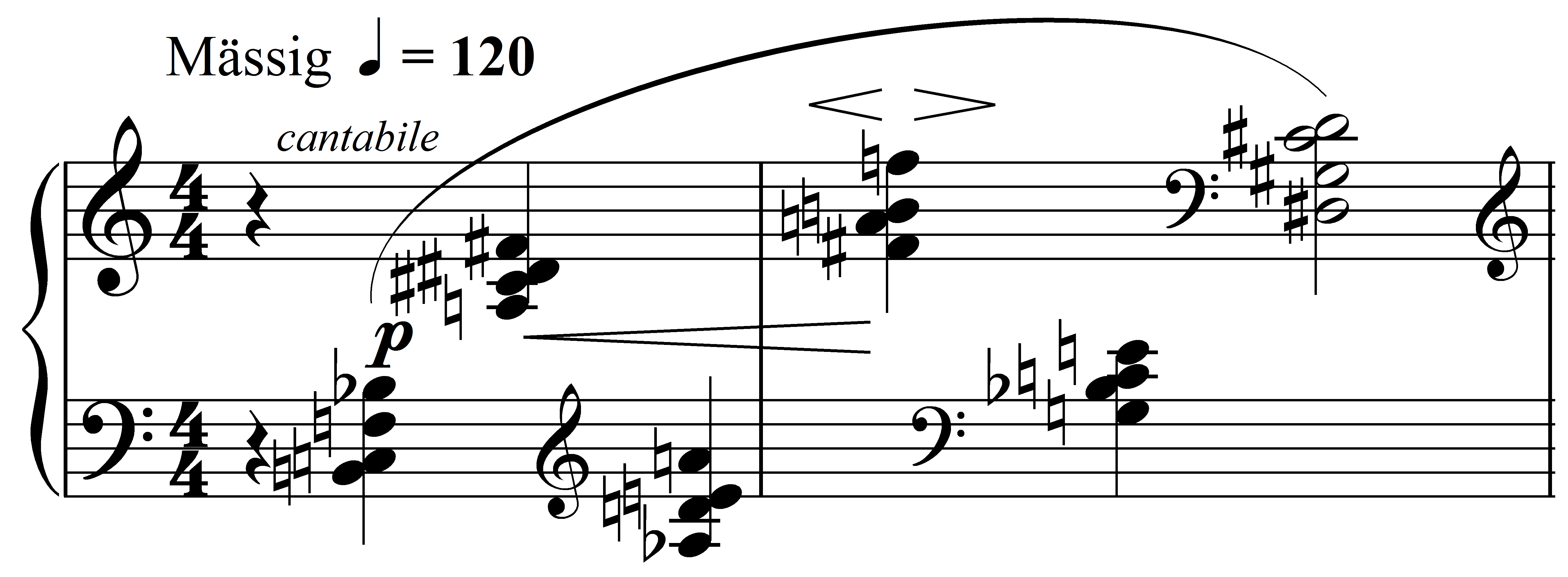
مثال: «آکورد ترکیبی» از قطعه برای پیانو اپوس (33a) اثر: آرنولد شونبرگ
وسط|مثال صوتی از آکورد ترکیبی، اثر آرنولد شونبرگ

آکورد ترکیبی یا فاصله آکورد ترکیبی (انگلیسی: Mixed-interval chord) در موسیقی، آکورد با فاصلهٔ مختلط است که توسط یک فاصله ثابت و مساوی مشخص نمی‌شود. آکورهایی که با یک فاصله ثابت یا با تغییراتی که در نت‌های آلتره مشخص می‌شوند، آکوردهایی با فاصله مساوی هستند اما آکوردهای با فاصلهٔ ترکیبی، آکوردهایی (به ویژه قرض گرفته شده) هستند که در موسیقی آتونال برای ایجاد ناهماهنگی و نامطبوعی استفاده می‌شود.
آکوردهای با فاصلهٔ مساوی (نسبت به آکورد با فاصلهٔ ترکیبی) اغلب به خاطر پایه آکورد، بهتر مشخص می‌شوند و این به‌دلیل محتوای فاصله‌ای است که در آنها وجود دارد.
در سیستمِ آکوردهای با فاصلۀ ترکیبی،  به این دلیل تغییر می‌کنند تا آنها را ناخوشایند جلوه دهند، همان‌طور که در آکوردهای کوارتال و کوینتال با چهارم افزوده و آکوردهای بر اساس فواصل دوم، از این ترکیب استفاده می‌شود.